# Persone di nome Johannes
| Questa pagina contiene informazioni ricavate automaticamente dalle voci biografiche con l'ausilio del template Bio e di un bot. L'aggiornamento è periodico e automatico e ricostruisce completamente la pagina. Se manca una persona in questa lista, sei pregato di non aggiungerla, ma accertati piuttosto che la sua voce biografica contenga il template Bio e che i dati anagrafici siano correttamente compilati. Se il template Bio manca, inseriscilo tu stesso o, in alternativa, metti l'avviso {{tmp\|Bio}} che ne segnala la mancanza. Se i dati riportati sono sbagliati, correggi direttamente la voce biografica; le modifiche saranno visibili in questa lista entro pochi giorni. Per chiarimenti vedi il progetto antroponimi. La lista contiene solo le 510 persone che sono citate nell'enciclopedia e per le quali è stato implementato correttamente il template Bio. Pagina aggiornata al 16 ott 2024. |

Questa è una lista di persone presenti nell'enciclopedia che hanno il prenome Johannes, suddivise per attività principale.

## Alchimisti(1)
- Johannes de Monte-Snyder, alchimista tedesco († 1670)

## Allenatori di calcio(13)
- Jo Bonfrère, allenatore di calcio e ex calciatore olandese (Maastricht, n. 1946)
- Jan van Dijk, allenatore di calcio e ex calciatore olandese (Deventer, n. 1956)
- Han Grijzenhout, allenatore di calcio e calciatore olandese (Amsterdam, n. 1932 - Gand, † 2020)
- Hans van de Haar, allenatore di calcio e ex calciatore olandese (Amersfoort, n. 1975)
- Joop Hiele, allenatore di calcio e ex calciatore olandese (Rotterdam, n. 1958)
- John Lammers, allenatore di calcio e ex calciatore olandese (Tilburg, n. 1963)
- Hannes Löhr, allenatore di calcio e calciatore tedesco (Eitorf, n. 1942 - Colonia, † 2016)
- Johan Mastenbroek, allenatore di calcio olandese (n. 1902 - † 1978)
- John Metgod, allenatore di calcio e ex calciatore olandese (Amsterdam, n. 1958)
- John van 't Schip, allenatore di calcio e ex calciatore olandese (Fort St. John, n. 1963)
- Jan Versleijen, allenatore di calcio e dirigente sportivo olandese (Venlo, n. 1955)
- Hans Westerhof, allenatore di calcio, dirigente sportivo e ex calciatore olandese (Terborg, n. 1948)
- Jan Zwartkruis, allenatore di calcio olandese (Elst, n. 1926 - Soesterberg, † 2013)

## Allenatori di calcio a 5(1)
- Johannes Ludwig, allenatore di calcio a 5 e ex giocatore di calcio a 5 olandese (n. 1962)

## Allenatori di pallacanestro(1)
- Johan Roijakkers, allenatore di pallacanestro e ex cestista olandese (Deurne, n. 1980)

## Allenatori di pallavolo(1)
- Johannes Bontje, allenatore di pallavolo e ex pallavolista olandese (Sittard-Geleen, n. 1981)

## Allenatori di tennis(1)
- Jan Siemerink, allenatore di tennis e ex tennista olandese (Rijnsburg, n. 1970)

## Ammiragli(1)
- Johan Furstner, ammiraglio e politico olandese (Amsterdam, n. 1887 - L'Aia, † 1970)

## Anatomisti(1)
- Johannes Peter Müller, anatomista, fisiologo e ittiologo tedesco (Coblenza, n. 1801 - Berlino, † 1858)

## Arabisti(1)
- J. H. Kramers, arabista e islamista olandese (Rotterdam, n. 1891 - † 1951)

## Araldisti(1)
- Johannes Rietstap, araldista e genealogista olandese (Rotterdam, n. 1828 - L'Aia, † 1891)

## Arbitri di calcio(1)
- Jan Keizer, ex arbitro di calcio olandese (Volendam, n. 1940)

## Archeologi(2)
- Johannes Bergemann, archeologo tedesco (Brema, n. 1960)
- Johannes Overbeck, archeologo e biografo tedesco (Anversa, n. 1826 - Lipsia, † 1895)

## Architetti(4)
- Johannes Baader, architetto, scrittore e artista tedesco (Stoccarda, n. 1875 - Adldorf, † 1955)
- Johannes Duiker, architetto olandese (L'Aia, n. 1890 - Amsterdam, † 1935)
- Constantin Lipsius, architetto tedesco (Lipsia, n. 1832 - Dresda, † 1894)
- Johannes Otzen, architetto tedesco (Sieseby, n. 1839 - Berlino, † 1911)

## Arcieri(1)
- Jo van Gastel, arciere olandese (Tilburg, n. 1887 - Tilburg, † 1969)

## Arcivescovi cattolici(5)
- Johannes Ambundii, arcivescovo cattolico tedesco (n. 1365 - † 1424)
- Johannes Dyba, arcivescovo cattolico tedesco (Berlino, n. 1929 - Fulda, † 2000)
- Johannes Baptist Geisler, arcivescovo cattolico austriaco (Mayrhofen, n. 1882 - Bressanone, † 1952)
- Johannes Baptist Hubert Theunissen, arcivescovo cattolico olandese (Schimmert, n. 1905 - Schimmert, † 1979)
- Johannes Maria Trilaksyanta Pujasumarta, arcivescovo cattolico indonesiano (Surakarta, n. 1949 - Semarang, † 2015)

## Arcivescovi luterani(1)
- Johannes Steuchius, arcivescovo luterano svedese (Härnösand, n. 1676 - Uppsala, † 1742)

## Arcivescovi vetero-cattolici(1)
- Johannes Heykamp, arcivescovo vetero-cattolico olandese (n. 1824 - † 1892)

## Artigiani(1)
- Johannes Motter, artigiano belga

## Artisti(3)
- Johannes Theodor Baargeld, artista e scrittore tedesco (Stettino, n. 1892 - Chamonix, † 1927)
- Johfra Bosschart, artista olandese (Rotterdam, n. 1919 - Fleurac, † 1998)
- Johannes Geccelli, artista tedesco (Königsberg, n. 1925 - Blankenfelde-Mahlow, † 2011)

## Astrologi(2)
- Johannes Lichtenberger, astrologo tedesco (n. 1458)
- Johannes Virdung, astrologo tedesco (Haßfurt)

## Astronomi(4)
- Johannes Franz Hartmann, astronomo tedesco (Erfurt, n. 1865 - Gottinga, † 1936)
- Johann Holwarda, astronomo e fisico olandese (Holwerd, n. 1618 - † 1651)
- Johannes Ruysch, astronomo, cartografo e esploratore olandese (Utrecht - Colonia, † 1533)
- Johannes Stöffler, astronomo tedesco (Justingen, n. 1452 - Blaubeuren, † 1531)

## Attori(7)
- Johannes Brandrup, attore tedesco (Francoforte sul Meno, n. 1967)
- Johannes Hauer, attore tedesco (Villingen-Schwenningen, n. 1984)
- Johannes Heesters, attore e cantante olandese (Amersfoort, n. 1903 - Starnberg, † 2011)
- Joop van Hulzen, attore olandese (Amsterdam, n. 1898 - Amsterdam, † 1971)
- Johannes Riemann, attore, regista e sceneggiatore tedesco (Berlino, n. 1887 - Costanza, † 1959)
- Joe Taslim, attore e artista marziale indonesiano (Palembang, n. 1981)
- Johannes Wirix, attore e drammaturgo belga (Sint-Niklaas, n. 1997)

## Aviatori(1)
- Johannes Jacobus Le Roux, aviatore sudafricano (Heidelberg, n. 1920 - promontorio di Selsey Bill, † 1944)

## Avvocati(1)
- Johannes Gerckens Bassøe, avvocato e politico norvegese (Råde, n. 1878 - Vestfold, † 1962)

## Banchieri(1)
- Johannes Sejersted Bødtker, banchiere e collezionista d'arte norvegese (Kristiansand, n. 1879 - Oslo, † 1963)

## Biatleti(4)
- Johannes Thingnes Bø, biatleta norvegese (Stryn, n. 1993)
- Johannes Dale, biatleta norvegese (Lørenskog, n. 1997)
- Johannes Kühn, biatleta tedesco (Passavia, n. 1991)
- Hannes Obererlacher, biatleta austriaco (Mayrhofen, n. 1962)

## Bobbisti(1)
- Johannes Lochner, bobbista tedesco (Berchtesgaden, n. 1990)

## Botanici(7)
- Johannes Abromeit, botanico tedesco (Paschleitschen, n. 1857 - Jena, † 1946)
- Johannes Michael Friedrich Adams, botanico russo (Mosca, n. 1780 - Vereja, † 1838)
- Johannes Böttner, botanico tedesco (Greußen, n. 1861 - Francoforte sull'Oder, † 1919)
- Johannes Flüggé, botanico tedesco (Amburgo, n. 1775 - † 1816)
- Johannes Mattfeld, botanico tedesco (Bremerhaven, n. 1895 - Berlino, † 1951)
- Johannes Müller Argoviensis, botanico svizzero (Teufenthal, n. 1828 - Ginevra, † 1896)
- Eugenius Warming, botanico danese (Mandø, n. 1841 - Copenaghen, † 1924)

## Calciatori(48)
- Johannes Aigner, ex calciatore austriaco (Schwaz, n. 1981)
- Jan van den Berg, calciatore olandese (Haarlem, n. 1879 - Zandvoort, † 1951)
- Johannes van den Bergh, ex calciatore tedesco (Viersen, n. 1986)
- Joop Boutmy, calciatore olandese (George Town, n. 1894 - Verona, † 1972)
- Hans van Breukelen, ex calciatore olandese (Utrecht, n. 1956)
- Jeu van Bun, calciatore olandese (Maastricht, n. 1918 - Maastricht, † 2002)
- Joop Burgers, ex calciatore olandese (Amsterdam, n. 1940)
- Johannes Eggestein, calciatore tedesco (Hannover, n. 1998)
- Johannes Ertl, ex calciatore austriaco (n. 1982)
- Jo Eshuijs, calciatore olandese (n. 1885 - † 1979)
- Johannes Flum, ex calciatore tedesco (Waldshut, n. 1987)
- Johannes Geis, calciatore tedesco (Schweinfurt, n. 1993)
- Hans Gillhaus, ex calciatore olandese (Helmond, n. 1963)
- Jan Graafland, calciatore olandese (Leeuwarden, n. 1909)
- Johannes Handl, calciatore austriaco (Graz, n. 1998)
- John Heijning, calciatore olandese (Buitenzorg, n. 1884 - Hilversum, † 1947)
- Johannes Jakobs, calciatore tedesco (n. 1917 - † 1944)
- Johannes Jank, ex calciatore austriaco (n. 1936)
- Bok de Korver, calciatore olandese (Rotterdam, n. 1883 - Rotterdam, † 1957)
- Johannes Laaksonen, calciatore finlandese (Kotka, n. 1990)
- John van Loen, ex calciatore olandese (Utrecht, n. 1965)
- Johannes Ludwig, calciatore tedesco (Kiel, n. 1903 - † 1985)
- Johannes Matzen, ex calciatore tedesco orientale (n. 1925)
- Jo Mommers, calciatore olandese (Tilburg, n. 1927 - † 1989)
- Johannes Naschberger, calciatore austriaco (n. 2000)
- Jan de Natris, calciatore olandese (Amsterdam, n. 1895 - Amsterdam, † 1972)
- Johan Neeskens, calciatore e allenatore di calcio olandese (Heemstede, n. 1951 - Algeria, † 2024)
- Joop van Nellen, calciatore olandese (Delft, n. 1910 - Delft, † 1992)
- Joop Odenthal, calciatore e giocatore di baseball olandese (Haarlem, n. 1924 - Neede, † 2005)
- Jan Peters, ex calciatore olandese (Groesbeek, n. 1954)
- Hans Pflügler, ex calciatore tedesco (Frisinga, n. 1960)
- Johannes Pløger, calciatore danese (Frederiksberg, n. 1922 - Frederiksberg, † 1991)
- Johannes Riedl, calciatore e allenatore di calcio tedesco occidentale (Pirmasens, n. 1950 - Pirmasens, † 2010)
- Jan van Roessel, calciatore olandese (Tilburg, n. 1925 - Tilburg, † 2011)
- Johannes Schneider, calciatore tedesco (Lipsia, n. 1887 - Vitry-le-François, † 1914)
- Johannes Schöne, calciatore tedesco orientale (Oberhausen, n. 1920 - Potsdam, † 1989)
- Kick Smit, calciatore olandese (Bloemendaal, n. 1911 - Haarlem, † 1974)
- Hanne Sobek, calciatore e allenatore di calcio tedesco (Mirow, n. 1900 - Berlino, † 1989)
- Johannes Stensletten, calciatore norvegese (n. 1912 - † 1981)
- Joop Stoffelen, calciatore olandese (Amsterdam, n. 1921 - Lelystad, † 2005)
- Johannes Tartarotti, calciatore austriaco (n. 1999)
- Hans Tetzner, calciatore olandese (Groninga, n. 1898 - Amsterdam, † 1987)
- Jan Thomée, calciatore olandese (Delft, n. 1886 - Delft, † 1954)
- Johannes Vall, calciatore svedese (Falkenberg, n. 1992)
- Jan Villerius, calciatore olandese (Rotterdam, n. 1939 - Rotterdam, † 2013)
- Johannes Vold, ex calciatore norvegese (n. 1945)
- Hans Vonk, ex calciatore sudafricano (Alberton, n. 1970)
- Johannes Wurtz, calciatore tedesco (Neunkirchen, n. 1992)

## Canottieri(4)
- Johannes van Dijk, canottiere olandese (Amsterdam, n. 1868 - Amsterdam, † 1938)
- Johan Leutscher, canottiere olandese (Drachten, n. 1964)
- Johannes Terwogt, canottiere olandese (Oude Wetering, n. 1878 - Amsterdam, † 1977)
- Johannes Weißenfeld, canottiere tedesco (Herdecke, n. 1994)

## Cantanti(6)
- John de Bever, cantante e ex giocatore di calcio a 5 olandese (Berlicum, n. 1965)
- Johnny Hoes, cantante, compositore e paroliere olandese (Rotterdam, n. 1917 - Weert, † 2011)
- Johnny Jordaan, cantante olandese (Amsterdam, n. 1924 - Amsterdam, † 1989)
- Jan Smit, cantante, conduttore televisivo e attore olandese (Volendam, n. 1986)
- Josh, cantante austriaco (Vienna, n. 1986)
- Johannes von Trapp, cantante statunitense (Filadelfia, n. 1939)

## Cantautori(1)
- George Baker, cantautore olandese (Hoorn, n. 1944)

## Cardinali(9)
- Johannes Joachim Degenhardt, cardinale e arcivescovo cattolico tedesco (Schwelm, n. 1926 - Paderborn, † 2002)
- Johannes Baptiste Franzelin, cardinale austriaco (Aldino, n. 1816 - Roma, † 1886)
- Johannes von Geissel, cardinale tedesco (Gimmeldingen, n. 1796 - Colonia, † 1864)
- Johannes de Jong, cardinale e arcivescovo cattolico olandese (Nes, n. 1885 - Amersfoort, † 1955)
- Johannes Baptist Katschthaler, cardinale e arcivescovo cattolico austriaco (Hippach, n. 1832 - Salisburgo, † 1914)
- Johannes Walter Sluse, cardinale belga (Visé, n. 1628 - Roma, † 1687)
- Johann Joseph von Trautson, cardinale austriaco (Vienna, n. 1704 - Vienna, † 1757)
- Johannes Willebrands, cardinale e arcivescovo cattolico olandese (Bovenkarspel, n. 1909 - Denekamp, † 2006)
- Johannes von Goes, cardinale e vescovo cattolico austriaco (Bruxelles, n. 1612 - Roma, † 1696)

## Cartografi(2)
- Johannes Janssonius, cartografo, editore e incisore olandese (Arnhem, n. 1588 - Amsterdam, † 1664)
- Johannes Vingboons, cartografo, incisore e pittore olandese (Amsterdam, † 1670)

## Cavalieri(1)
- Jan Tops, cavaliere olandese (n. 1961)

## Cestisti(10)
- Whitey Dienelt, cestista statunitense (Danzica, n. 1921 - Fort Wayne, † 1990)
- Johannes Ducheyne, cestista belga (n. 1933)
- Johannes Herber, ex cestista tedesco (Darmstadt, n. 1983)
- Johannes Joos, cestista tedesco (Bietigheim-Bissingen, n. 1995)
- Johannes Lasaroff, cestista e dirigente sportivo finlandese (Joensuu, n. 1995)
- Johannes Lischka, cestista tedesco (Gießen, n. 1987)
- Johannes Richter, cestista tedesco (Neustadt an der Aisch, n. 1993)
- Johannes Strasser, ex cestista, allenatore di pallacanestro e dirigente sportivo tedesco (Dachau, n. 1982)
- Johannes Thiemann, cestista tedesco (Treviri, n. 1994)
- Johannes Voigtmann, cestista tedesco (Eisenach, n. 1992)

## Chimici(4)
- Johannes Nicolaus Brønsted, chimico danese (Varde, n. 1879 - Copenaghen, † 1947)
- Johannes Hartmann, chimico tedesco (Amberg, n. 1568 - Marburgo, † 1631)
- Johannes van Laar, chimico olandese (L'Aia, n. 1860 - Le Châtelard, † 1938)
- Johannes Wislicenus, chimico tedesco (Klein-Eichstedt, n. 1835 - Lipsia, † 1902)

## Chirurghi(2)
- Johannes Otto Kehr, chirurgo tedesco (Waltershausen, n. 1862 - Berlino, † 1916)
- Johannes von Mikulicz-Radecki, chirurgo austriaco (Czernowitz, n. 1850 - Breslavia, † 1905)

## Ciclisti su strada(10)
- Johannes Adamietz, ciclista su strada tedesco (Ulma, n. 1998)
- Johannes Fröhlinger, ex ciclista su strada tedesco (Gerolstein, n. 1985)
- Jo de Haan, ciclista su strada olandese (Klaaswaal, n. 1936 - Huijbergen, † 2006)
- Jan Hugens, ciclista su strada olandese (Heerlen, n. 1939 - Amstenrade, † 2011)
- Jan Janssen, ex ciclista su strada e pistard olandese (Pijnacker-Nootdorp, n. 1940)
- Johannes Kulset, ciclista su strada norvegese (Oslo, n. 2004)
- Jan Pieterse, ex ciclista su strada olandese (Oude-Tonge, n. 1942)
- Mathieu Pustjens, ex ciclista su strada olandese (Roosteren, n. 1948)
- Jo de Roo, ex ciclista su strada e pistard olandese (Schore, n. 1937)
- Johannes Staune-Mittet, ciclista su strada norvegese (Lillehammer, n. 2002)

## Combinatisti nordici(2)
- Johannes Lamparter, combinatista nordico austriaco (Hall in Tirol, n. 2001)
- Johannes Rydzek, combinatista nordico tedesco (Oberstdorf, n. 1991)

## Compositori(21)
- Johannes Brahms, compositore, pianista e direttore d'orchestra tedesco (Amburgo, n. 1833 - Vienna, † 1897)
- Johannes Brassart, compositore fiammingo (Lauw, n. 1400 - † 1455)
- Johannes Cesaris, compositore francese
- Johannes Ciconia, compositore fiammingo (Liegi, n. 1370 - Padova, † 1412)
- Johannes Eccard, compositore tedesco (Mühlhausen/Thüringen, n. 1553 - Berlino, † 1611)
- Johannes Ghiselin, compositore fiammingo
- Johannes Legrant, compositore e cantore francese († 1440)
- Johannes de Limburgia, compositore fiammingo
- Johannes Martini, compositore fiammingo
- Johannes Ockeghem, compositore fiammingo (Saint-Ghislain - Tours, † 1497)
- Johannes Palaschko, compositore, violinista e violista tedesco (Berlino, n. 1877 - Berlino, † 1932)
- Johannes Pullois, compositore fiammingo (Pulle - † 1478)
- Johannes de Quadris, compositore italiano (Sulmona)
- Johannes Regis, compositore fiammingo
- Johannes Ringk, compositore e organista tedesco (Frankenhain, n. 1717 - Berlino, † 1778)
- Johannes von Soest, compositore e medico tedesco (Unna, n. 1448 - Francoforte sul Meno, † 1506)
- Johannes de Stokem, compositore fiammingo († 1487)
- Joop Stokkermans, compositore e pianista olandese (Leida, n. 1937 - Hilversum, † 2012)
- Johannes Tapissier, compositore e cantore francese (n. 1370 - † 1410)
- Johannes Verhulst, compositore e direttore d'orchestra olandese (L'Aia, n. 1816 - L'Aia, † 1891)
- Johan de Meij, compositore, direttore d'orchestra e trombonista olandese (Voorburg, n. 1953)

## Compositori di scacchi(1)
- Johannes Kohtz, compositore di scacchi tedesco (Elbląg, n. 1843 - Dresda, † 1918)

## Contrabbassisti(1)
- Johannes Matthias Sperger, contrabbassista e compositore austriaco (Valtice, n. 1750 - Ludwigslust, † 1812)

## Criminali(1)
- Johannes Bückler, criminale tedesco (Miehlen, n. 1779 - Magonza, † 1803)

## Critici d'arte(1)
- Johannes Cladders, critico d'arte tedesco (Krefeld, n. 1924 - Krefeld, † 2009)

## Dermatologi(1)
- Johannes Fabry, dermatologo tedesco (Jülich, n. 1860 - Dortmund, † 1930)

## Diplomatici(1)
- Hans von Flotow, diplomatico tedesco (Felsenhagen, n. 1862 - Berlino, † 1935)

## Dirigenti sportivi(4)
- Sigfrid Edström, dirigente sportivo svedese (Orust, n. 1870 - Stoccolma, † 1964)
- Jan van Halst, dirigente sportivo e ex calciatore olandese (Utrecht, n. 1969)
- Jan Reker, dirigente sportivo e allenatore di calcio olandese (Eindhoven, n. 1948)
- Jan Vennegoor of Hesselink, dirigente sportivo e ex calciatore olandese (Oldenzaal, n. 1978)

## Drammaturghi(1)
- Johannes Ewald, drammaturgo danese (Copenaghen, n. 1743 - † 1781)

## Ebraisti(1)
- Johannes Buxtorf, ebraista e docente tedesco (Kamen, n. 1564 - Basilea, † 1629)

## Egittologi(1)
- Johannes Dümichen, egittologo tedesco (Głogów, n. 1833 - Strasburgo, † 1894)

## Esploratori(1)
- Johannes Gabriel Granö, esploratore e geografo finlandese (Lapua, n. 1882 - Helsinki, † 1956)

## Filologi(6)
- Johannes Aavik, filologo e linguista estone (Randvere, n. 1880 - Stoccolma, † 1973)
- Johannes Classen, filologo classico e educatore tedesco (Amburgo, n. 1805 - Amburgo, † 1891)
- Johannes Kirchner, filologo classico e epigrafista tedesco (Tallinn, n. 1859 - Berlino, † 1940)
- Johannes Opsopoeus, filologo e medico tedesco (Bretten, n. 1556 - Heidelberg, † 1596)
- Julius Schubring, filologo classico tedesco (Dessau, n. 1839 - Lubecca, † 1914)
- Johannes Vahlen, filologo classico tedesco (Bonn, n. 1830 - † 1911)

## Filosofi(7)
- Johannes Bredenburg, filosofo olandese (n. 1643 - † 1691)
- Johannes Daubert, filosofo tedesco (Braunschweig, n. 1877 - † 1947)
- Johannes Koerbagh, filosofo olandese (Amsterdam, n. 1634 - Amsterdam, † 1672)
- Johannes B. Lotz, filosofo e teologo tedesco (Darmstadt, n. 1903 - Monaco di Baviera, † 1992)
- Johannes Reuchlin, filosofo, umanista e teologo tedesco (Pforzheim, n. 1455 - Stoccarda, † 1522)
- Johannes Nikolaus Tetens, filosofo e matematico tedesco (Tetenbüll, n. 1736 - Copenaghen, † 1807)
- Johannes de Raey, filosofo olandese (Wageningen, n. 1622 - Amsterdam, † 1702)

## Fisici(7)
- Georg Bednorz, fisico tedesco (Neuerkirchen, n. 1950)
- Hans Wilhelm Geiger, fisico tedesco (Neustadt an der Weinstraße, n. 1882 - Potsdam, † 1945)
- Hans Jensen, fisico tedesco (Amburgo, n. 1907 - Heidelberg, † 1973)
- Johannes Kuenen, fisico olandese (Leida, n. 1866 - Leida, † 1922)
- Johannes Rydberg, fisico e matematico svedese (Halmstad, n. 1854 - Lund, † 1919)
- Johannes Stark, fisico tedesco (Schickenhof, n. 1874 - Traunstein, † 1957)
- Johannes Diderik van der Waals, fisico e matematico olandese (Leida, n. 1837 - Amsterdam, † 1923)

## Fisiologi(1)
- Johannes Gad, fisiologo e neurologo tedesco (n. 1842 - Praga, † 1926)

## Fondisti(3)
- Johannes Dürr, ex fondista austriaco (Melk, n. 1987)
- Johannes Harviken, ex fondista norvegese (Elverum, n. 1943)
- Johannes Høsflot Klæbo, fondista norvegese (Oslo, n. 1996)

## Fotografi(1)
- Johannes Pääsuke, fotografo, regista e direttore della fotografia estone (Tartu, n. 1892 - Orša, † 1918)

## Francescani(1)
- Johannes Lucacich, francescano e compositore dalmata (Sebenico - Spalato, † 1648)

## Genealogisti(1)
- Johannes Bureus, genealogista, antiquario e esoterista svedese (Åkerby, n. 1568 - Vårdsätra, † 1652)

## Generali(5)
- Johannes Blaskowitz, generale tedesco (Paterswalde, n. 1883 - Norimberga, † 1948)
- Johannes Frießner, generale tedesco (Chemnitz, n. 1892 - Bad Reichenhall, † 1971)
- Georg von der Marwitz, generale tedesco (Stolp, n. 1856 - Wundichow, † 1929)
- Erwin Rommel, generale tedesco (Heidenheim, n. 1891 - Herrlingen, † 1944)
- Johannes Steinhoff, generale e aviatore tedesco (Roßleben, n. 1913 - Bonn, † 1994)

## Genetisti(1)
- Johannes Krause, genetista e biochimico tedesco (Leinefeld, n. 1980)

## Giavellottisti(1)
- Johannes Vetter, giavellottista tedesco (Dresda, n. 1993)

## Ginnasti(2)
- Johannes Birk, ginnasta danese (n. 1893 - Herning, † 1961)
- Mikko Hyvärinen, ginnasta finlandese (Kontiolahti, n. 1889 - Kuopio, † 1973)

## Giocatori di baseball(1)
- Honus Wagner, giocatore di baseball e allenatore di baseball statunitense (Chartiers, n. 1874 - Carnegie, † 1955)

## Giocatori di football americano(5)
- Johannes Jauhiainen, giocatore di football americano finlandese (n. 1994)
- Johannes Lindéus, giocatore di football americano svedese
- Johannes Schütz, giocatore di football americano austriaco (n. 2000)
- Johannes Wagner, giocatore di football americano tedesco
- Johannes Zirngibl, giocatore di football americano tedesco (Landau an der Isar, n. 1998)

## Giornalisti(2)
- Johannes Dieckmann, giornalista e politico tedesco (Ottersberg, n. 1893 - Berlino Est, † 1969)
- Jan Hofer, giornalista e conduttore televisivo tedesco (Büderich, n. 1952)

## Giuristi(6)
- Johannes Althusius, giurista, filosofo e teologo tedesco (Diedenshausen - Emden, † 1638)
- Johannes Borcholten, giurista tedesco (Luneburgo, n. 1535 - Helmstedt, † 1593)
- Johannes de Deo, giurista e religioso portoghese (Silves - Lisbona, † 1267)
- Johannes Christoph Harpprecht, giurista tedesco (Walheim, n. 1560 - Tubinga, † 1639)
- Johannes Loccenius, giurista tedesco (Itzehoe, n. 1598 - † 1677)
- Johannes Voet, giurista olandese (Utrecht, n. 1647 - Leida, † 1713)

## Illustratori(1)
- Johannes Gehrts, illustratore tedesco (St. Pauli, n. 1855 - Düsseldorf, † 1921)

## Imprenditori(3)
- Johannes Schuyler, Jr., imprenditore e politico statunitense (Albany, n. 1697 - Albany, † 1741)
- John de Mol, imprenditore, produttore televisivo e autore televisivo olandese (L'Aia, n. 1955)
- Hans Riegel, imprenditore tedesco (Bonn, n. 1923 - Bonn, † 2013)

## Incisori(2)
- Johannes Bronkhorst, incisore, pittore e disegnatore olandese (Leida, n. 1648 - Hoorn, † 1727)
- Johannes Munnickhuysen, incisore e tipografo olandese (n. 1654 - † 1701)

## Indologi(1)
- Jan C. Heesterman, indologo e storico delle religioni olandese (Amsterdam, n. 1925 - Leida, † 2014)

## Ingegneri(2)
- Johannes Andreas Brinkman, ingegnere e architetto olandese (Rotterdam, n. 1902 - Rotterdam, † 1949)
- Johannes Isbrücker, ingegnere e esperantista olandese (L'Aia, n. 1889 - † 1967)

## Judoka(1)
- Johannes Frey, judoka tedesco (n. 1996)

## Latinisti(1)
- Johannes Cornelius Gerardus Boot, latinista e grecista olandese (Arnhem, n. 1811 - Amsterdam, † 1901)

## Linguisti(4)
- Johannes Hubschmid, linguista svizzero (Küsnacht, n. 1916 - Heidelberg, † 1995)
- Johannes Schmidt, linguista tedesco (Prenzlau, n. 1843 - Berlino, † 1901)
- Jan van Steenbergen, linguista, giornalista e traduttore olandese (Hoorn, n. 1970)
- Leo Weisgerber, linguista tedesco (Metz, n. 1899 - Bonn, † 1985)

## Logici(1)
- Johannes van Benthem, logico e docente olandese (Rijswijk, n. 1949)

## Lottatori(2)
- Johannes Eriksen, lottatore danese (Frederiksberg, n. 1889 - Frederiksberg, † 1963)
- Johannes Kotkas, lottatore estone (n. 1915 - Tallinn, † 1998)

## Matematici(2)
- Johannes Huswirt, matematico tedesco (Sayn)
- Johannes Schöner, matematico e astrologo tedesco (Karlstadt, n. 1477 - Norimberga, † 1547)

## Medici(6)
- Johannes Bouwmeester, medico e filosofo olandese (Amsterdam, n. 1634 - † 1680)
- Johannes Fabricius, medico, astrologo e astronomo tedesco (Resterhave, n. 1587 - Marienhafe, † 1616)
- Johannes Andreas Grib Fibiger, medico danese (Silkeborg, n. 1867 - Copenaghen, † 1928)
- Johannes Gessner, medico e naturalista svizzero (Zurigo, n. 1709 - Zurigo, † 1790)
- Johannes Heurnius, medico e naturalista olandese (Utrecht, n. 1543 - Leida, † 1601)
- Johannes de Ketham, medico tedesco

## Mercanti(1)
- Hans Georg Klamroth, mercante tedesco (Halberstadt, n. 1898 - Berlino, † 1944)

## Mezzofondisti(2)
- Han Kulker, ex mezzofondista olandese (Leidschendam, n. 1959)
- Johannes Runge, mezzofondista, velocista e lunghista tedesco (Braunschweig, n. 1878 - Bad Harzburg, † 1949)

## Militari(5)
- Johannes van den Bosch, militare, politico e nobile olandese (Herwijnen, n. 1780 - L'Aia, † 1844)
- Hans Diedrich von Tiesenhausen, militare tedesco (Riga, n. 1916 - Vancouver, † 2000)
- Johannes Grant, militare tedesco
- Johannes Lohs, militare tedesco (Einsiedel, n. 1889 - Canale della Manica, † 1918)
- Johannes de Graeff, militare olandese (Sint Eustatius, n. 1729 - Sint Eustatius, † 1813)

## Mineralogisti(1)
- Johannes Vaes, mineralogista belga (n. 1902 - † 1978)

## Miniatori(1)
- Johannes Zehngraf, miniatore danese (Nykøbing Falster, n. 1857 - Berlino, † 1908)

## Missionari(3)
- Johannes Aerts, missionario e vescovo cattolico olandese (Swolgen, n. 1880 - Palembang, † 1942)
- Johannes Lepsius, missionario, orientalista e filantropo tedesco (Potsdam, n. 1858 - Merano, † 1926)
- Johannes Rebmann, missionario e esploratore tedesco (Gerlingen, n. 1820 - Korntal, † 1876)

## Monaci cristiani(1)
- Johannes Justus Lansperger, monaco cristiano e scrittore tedesco (Landsberg am Lech, n. 1489 - Colonia, † 1539)

## Multiplisti(1)
- Johannes Erm, multiplista estone (Tartu, n. 1998)

## Musicisti(2)
- Hans Bach, musicista tedesco (Wechmar - Wechmar, † 1626)
- Johannes Bach, musicista tedesco (Wechmar, n. 1604 - Erfurt, † 1673)

## Naturalisti(3)
- Johannes van Heeck, naturalista e medico olandese (Deventer, n. 1574 - Roma, † 1616)
- Johannes Theodor Reinhardt, naturalista danese (Copenaghen, n. 1816 - Frederiksberg, † 1882)
- Johannes von Nepomuk Franz Xaver Gistel, naturalista e entomologo tedesco (n. 1809 - † 1873)

## Nobili(1)
- Johannes von Leiss, nobile e vescovo cattolico austriaco (Innsbruck, n. 1821 - Bressanone, † 1884)

## Nuotatori(2)
- Johannes Bloemen, nuotatore olandese (Amsterdam, n. 1864 - Alkmaar, † 1939)
- Johannes Drost, nuotatore olandese (Rotterdam, n. 1880 - Rotterdam, † 1954)

## Operai(1)
- Johannes Hentschel, operaio tedesco (Berlino, n. 1908 - Achern, † 1982)

## Orafi(2)
- Johannes Fust, orafo e tipografo tedesco (Magonza - Parigi, † 1466)
- Johannes Gutenberg, orafo e tipografo tedesco (Magonza - Magonza, † 1468)

## Orientalisti(1)
- Johannes Albrecht Bernhard Dorn, orientalista tedesco (Scheierfeld, n. 1805 - San Pietroburgo, † 1881)

## Ornitologi(1)
- Johannes Thienemann, ornitologo tedesco (Gangloffsömmern, n. 1863 - Zelenogradsky, † 1938)

## Pallamanisti(1)
- Johannes Sellin, pallamanista tedesco (Wolgast, n. 1990)

## Pallanuotisti(7)
- Joop Cabout, pallanuotista olandese (Gouda, n. 1927 - † 2013)
- Hans Eckstein, pallanuotista tedesco (Lipsia, n. 1908 - Lipsia, † 1985)
- Hans Hoffmeister, pallanuotista tedesco (Chemnitz, n. 1936 - † 2016)
- Koos Köhler, pallanuotista olandese (Amsterdam, n. 1905 - Amsterdam, † 1965)
- Joop Rohner, pallanuotista olandese (Amsterdam, n. 1927 - Hobart, † 2005)
- Joop van Woerkom, pallanuotista olandese (Schiedam, n. 1912 - Schiedam, † 1998)
- Hans van Zeeland, ex pallanuotista olandese (Arnhem, n. 1954)

## Pallavolisti(1)
- Johannes Brink, pallavolista statunitense (Fullerton, n. 1992)

## Pastori protestanti(1)
- Johannes Mathesius, pastore protestante e teologo tedesco (Rochlitz, n. 1504 - Jáchymov, † 1565)

## Patologi(1)
- Johannes Orth, patologo tedesco (Wallmerod, n. 1847 - Berlino, † 1923)

## Pattinatori di velocità su ghiaccio(1)
- Jan Smeekens, pattinatore di velocità su ghiaccio olandese (Raalte, n. 1987)

## Pedagogisti(1)
- Johannes Sturm, pedagogo tedesco (Schleiden, n. 1507 - Strasburgo, † 1589)

## Piloti automobilistici(3)
- Jan Flinterman, pilota di Formula 1 olandese (L'Aia, n. 1919 - Leida, † 1992)
- Jan Lammers, pilota automobilistico olandese (Zandvoort, n. 1956)
- Jos Verstappen, ex pilota automobilistico olandese (Montfort, n. 1972)

## Piloti di rally(1)
- Jan de Rooy, pilota di rally olandese (Eindhoven, n. 1943 - Middelbeers, † 2024)

## Pistard(3)
- Jan Jansen, ex pistard olandese (n. 1945)
- Jan Maas, pistard e ciclista su strada olandese (Steenbergen, n. 1900 - Steenbergen, † 1977)
- Jan Pijnenburg, pistard olandese (Tilburg, n. 1906 - Tilburg, † 1979)

## Pittori(28)
- Johannes van Bronckhorst, pittore olandese (Utrecht, n. 1627 - Amsterdam, † 1656)
- Johannes van der Aack, pittore olandese (Leida, n. 1637 - Leida, † 1682)
- Johannes Joseph Aarts, pittore, illustratore e incisore olandese (L'Aia, n. 1871 - Amsterdam, † 1934)
- Johannes Bosschaert, pittore olandese (Middelburg, n. 1606 - Dordrecht, † 1628)
- Johannes De Matta, pittore spagnolo (Valencia)
- Johannes Driesch, pittore, ceramista e grafico tedesco (Krefeld, n. 1901 - Erfurt, † 1930)
- Johannes Duntze, pittore tedesco (Rablinghausen, n. 1823 - Düsseldorf, † 1895)
- Johannes Fabritius, pittore olandese (Middenbeemster, n. 1636 - Hoorn, † 1693)
- Johannes Wilhjelm, pittore danese (Nakskov, n. 1868 - Copenaghen, † 1938)
- Johannes Flintoe, pittore danese (n. 1787 - † 1870)
- Johannes Grützke, pittore e illustratore tedesco (Berlino, n. 1937 - Berlino, † 2017)
- Johannes Gumpp, pittore austriaco (Innsbruck, n. 1626)
- Johannes Itten, pittore, designer e scrittore svizzero (Süderen-Linden, n. 1888 - Zurigo, † 1967)
- Johannes Jelgerhuis, pittore e attore teatrale olandese (Leeuwarden, n. 1770 - Amsterdam, † 1836)
- Johannes Kuveenis il Vecchio, pittore olandese (Brema - L'Aia)
- Johannes Lingelbach, pittore e incisore olandese (Francoforte sul Meno, n. 1622 - Amsterdam, † 1674)
- Johannes Müller, pittore svizzero (Hundwil, n. 1806 - Stein, † 1897)
- Jan Sluijters, pittore olandese ('s-Hertogenbosch, n. 1881 - Amsterdam, † 1957)
- Jan Verkolje, pittore olandese (Amsterdam, n. 1650 - Delft, † 1693)
- Johannes Voorhout, pittore olandese (Uithoorn, n. 1647 - Amsterdam, † 1723)
- Johannes Withoos, pittore olandese (Amersfoort - † 1685)
- Johannes Ykens, pittore e scultore fiammingo (Anversa, n. 1613)
- Johannes Zick, pittore tedesco (Lachen, n. 1702 - Würzburg, † 1762)
- Johannes Zülle, pittore svizzero (Schwellbrunn, n. 1841 - Herisau, † 1938)
- Johannes Baptista van Acker, pittore belga (Bruges, n. 1794 - Bruges, † 1863)
- Johannes Stephan van Calcar, pittore tedesco (Kalkar - Napoli, † 1545)
- Johannes van der Beeck, pittore olandese (Amsterdam, n. 1589 - Amsterdam, † 1644)
- Jan Vermeer, pittore olandese (Delft, n. 1632 - Delft, † 1675)

## Poeti(5)
- Johannes Robert Becher, poeta e politico tedesco (Monaco di Baviera, n. 1891 - Berlino Est, † 1958)
- Johannes Dantiscus, poeta e umanista polacco (Danzica, n. 1485 - Lidzbark, † 1548)
- Johannes Edfelt, poeta e critico letterario svedese (Kyrkefalla, n. 1904 - Stoccolma, † 1997)
- Johannes Hadlaub, poeta tedesco (Zurigo)
- Johannes Carsten Hauch, poeta danese (Halden, n. 1790 - Roma, † 1872)

## Politici(26)
- Hans van Baalen, politico olandese (Rotterdam, n. 1960 - Rotterdam, † 2021)
- Johannes Baumann, politico, avvocato e giudice svizzero (Herisau, n. 1874 - Herisau, † 1953)
- Hans Beimler, politico tedesco (Monaco di Baviera, n. 1895 - Madrid, † 1936)
- Johannes Henricus Brand, politico (Città del Capo, n. 1823 - Bloemfontein, † 1888)
- Johannes Gruber, politico e mercante svizzero (Gais, n. 1640 - Herisau, † 1710)
- Hans Gruijters, politico e giornalista olandese (Helmond, n. 1931 - Lelystad, † 2005)
- Johannes Hahn, politico austriaco (Vienna, n. 1957)
- Johannes Hibler, politico austriaco (Lienz, n. 1959)
- Johannes De Peyster, politico statunitense (New York, n. 1666 - New York, † 1711)
- Johan Kraag, politico surinamese (Hamilton, n. 1913 - Welgelegen, † 1996)
- Johannes Popitz, politico tedesco (Lipsia, n. 1884 - Berlino, † 1945)
- Johannes Rau, politico tedesco (Wuppertal, n. 1931 - Berlino, † 2006)
- Johannes Rechsteiner, politico svizzero (Gais, n. 1618 - Gais, † 1665)
- Johannes van Rensburg, politico sudafricano (Città del Capo, n. 1898 - Città del Capo, † 1966)
- Johannes Schiess, politico svizzero (Herisau - Herisau)
- Johannes Schuyler, politico statunitense (Albany, n. 1668 - Albany, † 1747)
- Johannes Steen, politico norvegese (Oslo, n. 1827 - Voss, † 1906)
- Johannes Gerhardus Strijdom, politico sudafricano (Willowmore, n. 1893 - Città del Capo, † 1958)
- Hannes Swoboda, politico austriaco (Bad Deutsch-Altenburg, n. 1946)
- Johannes Tanner, politico svizzero (Herisau, n. 1594)
- Johannes Tanner, politico svizzero (Herisau, n. 1627)
- Hans Vijlbrief, politico e economista olandese (n. 1963)
- Johannes Virolainen, politico finlandese (Vyborg, n. 1914 - Lohja, † 2000)
- Johannes Willi, politico e imprenditore svizzero (Rehetobel, n. 1882 - Gais, † 1952)
- Johannes Zellweger, politico svizzero (n. 1591 - Trogen)
- Johannes de Klerk, politico sudafricano (Burghersdorp, n. 1903 - Krugersdorp, † 1979)

## Presbiteri(8)
- Johannes Feiner, presbitero e teologo svizzero (Zurigo, n. 1909 - Zurigo, † 1985)
- Johannes Greber, presbitero e politico tedesco (Wenigerath, n. 1874 - New York, † 1944)
- Johannes Hessen, presbitero, filosofo e teologo tedesco (Lobberich, n. 1889 - Ägidienberg, † 1971)
- Johannes Lazo, presbitero ungherese (Lascov, n. 1448 - Roma, † 1523)
- Johannes Pohl, presbitero, ebraista e bibliotecario tedesco (Colonia, n. 1904 - Wiesbaden, † 1960)
- Johannes Stalpaert van der Wiele, presbitero e poeta olandese (L'Aia, n. 1579 - Delft, † 1630)
- Johannes van der Ploeg, presbitero, religioso e teologo olandese (Nijmegen, n. 1909 - Nijmegen, † 2004)
- Johannes von Kuhn, presbitero e teologo tedesco (Wäschenbeuren, n. 1806 - Tubinga, † 1887)

## Psichiatri(2)
- Johannes Cremerius, psichiatra e psicoanalista tedesco (Moers, n. 1918 - Friburgo in Brisgovia, † 2002)
- Johannes Heinrich Schultz, psichiatra e psicoterapeuta tedesco (Gottinga, n. 1884 - Berlino, † 1970)

## Pugili(1)
- Badou Jack, pugile svedese (Stoccolma, n. 1983)

## Rapper(2)
- Danju, rapper tedesco (Stoccarda, n. 1989)
- SoulJa, rapper giapponese (Higashikurume, n. 1983)

## Registi(6)
- Johannes Grieser, regista, attore e sceneggiatore tedesco (Ulma, n. 1955)
- Johannes Guter, regista e sceneggiatore lettone (Riga, n. 1882 - Greifswald, † 1962)
- Johannes Holzhausen, regista e drammaturgo tedesco (Salisburgo, n. 1960)
- Johannes Meyer, regista e sceneggiatore tedesco (Brzeg, n. 1888 - Marburgo, † 1976)
- Johannes Roberts, regista, sceneggiatore e produttore cinematografico inglese (Cambridge, n. 1976)
- Johannes Schaaf, regista, sceneggiatore e attore tedesco (Stoccarda, n. 1933 - Murnau am Staffelsee, † 2019)

## Religiosi(5)
- Johannes Baptista von Albertini, religioso e botanico tedesco (Neuwied, n. 1769 - Herrnhut, † 1831)
- Johannes Bugenhagen, religioso tedesco (Wollin, n. 1485 - Wittenberg, † 1558)
- Johannes Canuti Lenaeus, religioso svedese (n. 1573 - † 1669)
- Johannes Nider, religioso tedesco (Isny im Allgäu, n. 1380 - Colmar, † 1438)
- Johannes Pistorius, religioso tedesco (Nidda, n. 1546 - Friburgo in Brisgovia, † 1608)

## Rugbisti a 15(4)
- Johan Ackermann, ex rugbista a 15 e allenatore di rugby a 15 sudafricano (Benoni, n. 1970)
- Wikus van Heerden, rugbista a 15 sudafricano (Johannesburg, n. 1979)
- Johan Roux, ex rugbista a 15 sudafricano (Pretoria, n. 1969)
- Hannes Strydom, rugbista a 15, farmacologo e imprenditore sudafricano (Welkom, n. 1965 - Mpumalanga, † 2023)

## Sassofonisti(1)
- Johannes Enders, sassofonista tedesco (Weilheim in Oberbayern, n. 1967)

## Scacchisti(4)
- Johannes Hendrikus Donner, scacchista e scrittore olandese (L'Aia, n. 1927 - † 1988)
- Johannes Metger, scacchista tedesco (Groothusen, n. 1850 - Kiel, † 1926)
- Johannes Minckwitz, scacchista e compositore di scacchi tedesco (Lipsia, n. 1843 - Biebrich, † 1901)
- Johannes Zukertort, scacchista polacco (Lublino, n. 1842 - Londra, † 1888)

## Schermidori(2)
- Johannes Krüger, schermidore tedesco (n. 1979)
- Johannes Osten, schermidore olandese (Giacarta, n. 1879 - L'Aia, † 1965)

## Sciatori alpini(4)
- Johannes Aigner, sciatore alpino austriaco (Neunkirchen, n. 2005)
- Johannes Kröll, ex sciatore alpino austriaco (n. 1991)
- Johannes Stehle, ex sciatore alpino tedesco (n. 1981)
- Johannes Strolz, sciatore alpino austriaco (Bludenz, n. 1992)

## Sciatori freestyle(2)
- Johannes Aujesky, sciatore freestyle austriaco (n. 1993)
- Johannes Rohrweck, sciatore freestyle austriaco (n. 1990)

## Scrittori(9)
- Johannes Bobrowski, scrittore e poeta tedesco (Tilsit, n. 1917 - Berlino Est, † 1965)
- Hans Jansen, scrittore e politico olandese (Amsterdam, n. 1942 - Amsterdam, † 2015)
- Johannes Vilhelm Jensen, scrittore e poeta danese (Farsø, n. 1873 - Copenaghen, † 1950)
- Johannes Jørgensen, scrittore e poeta danese (Svendborg, n. 1866 - † 1956)
- Johannes Pfefferkorn, scrittore tedesco (Norimberga, n. 1469 - Colonia, † 1521)
- Johannes Schlaf, scrittore tedesco (Querfurt, n. 1862 - † 1941)
- Johannes Mario Simmel, scrittore, sceneggiatore e giornalista austriaco (Vienna, n. 1924 - Zugo, † 2009)
- Johan Turi, scrittore norvegese (Kautokeino, n. 1854 - Jukkasjärvi, † 1936)
- Johannes von Tepl, scrittore ceco (n. 1350 - Praga, † 1415)

## Scultori(4)
- Johannes van Mildert, scultore fiammingo (Königsberg, n. 1588 - Anversa, † 1638)
- Johannes Schilling, scultore tedesco (Mittweida, n. 1828 - Klotzsche, † 1910)
- Johannes Takanen, scultore finlandese (Virolahti, n. 1849 - Roma, † 1885)
- Johannes Wald, scultore tedesco (Sindelfingen, n. 1980)

## Slittinisti(1)
- Johannes Ludwig, slittinista tedesco (Suhl, n. 1986)

## Sollevatori(3)
- Jan Smeekens, sollevatore olandese (Ginneken en Bavel, n. 1920 - Breda, † 1980)
- Jan Verheijen, sollevatore olandese (L'Aia, n. 1896 - L'Aia, † 1973)
- Hans Wölpert, sollevatore tedesco (Monaco di Baviera, n. 1898 - Monaco di Baviera, † 1957)

## Statistici(1)
- Johannes Fallati, statistico e economista tedesco (Amburgo, n. 1809 - Amsterdam, † 1855)

## Storici(7)
- Leunclavius, storico, orientalista e umanista tedesco (Koesfeld, n. 1541 - Vienna, † 1594)
- Johannes Messenius, storico e drammaturgo svedese (Östergötland, n. 1579 - Oulu, † 1636)
- Johannes von Müller, storico e politico svizzero (Sciaffusa, n. 1752 - Kassel, † 1809)
- Johannes Rosinus, storico e scrittore tedesco (n. 1550 - † 1626)
- Johannes Sleidanus, storico lussemburghese (Schleiden, n. 1506 - Strasburgo, † 1556)
- Johannes Stumpf, storico svizzero (Bruchsal, n. 1500 - Zurigo, † 1576)
- Johannes Voigt, storico tedesco (Bettenhausen, n. 1786 - Königsberg, † 1863)

## Tastieristi(1)
- Johannes Schmoelling, tastierista e compositore tedesco (Lohne, n. 1950)

## Teologi(17)
- Johannes Clauberg, teologo e filosofo tedesco (Solingen, n. 1622 - Duisburg, † 1665)
- Johannes Aepinus, teologo tedesco (Ziesar, n. 1499 - Amburgo, † 1553)
- Johannes Valentinus Andreae, teologo tedesco (Herrenberg, n. 1586 - Stoccarda, † 1654)
- Johannes Aurifaber, teologo tedesco (Weimar - Erfurt, † 1575)
- Johannes Cocceius, teologo e ebraista tedesco (Brema, n. 1603 - Leida, † 1669)
- Johannes Colerus, teologo tedesco (Düsseldorf, n. 1647 - L'Aia, † 1707)
- Johannes Crell, teologo tedesco (Helmetzheim, n. 1590 - Raków, † 1633)
- Johannes Eck, teologo tedesco (Egg an der Günz, n. 1486 - Ingolstadt, † 1543)
- Johannes Daniel Falk, teologo, scrittore e poeta tedesco (Danzica, n. 1768 - Weimar, † 1826)
- Johann Gerhard, teologo tedesco (Quedlinburg, n. 1582 - Jena, † 1637)
- Johannes Musaeus, teologo tedesco (Langewiesen, n. 1613 - Jena, † 1681)
- Johann Daniel Mylius, teologo, medico e alchimista tedesco (Wetter, n. 1583 - † 1628)
- Johannes Olearius, teologo tedesco (Wesel, n. 1546 - Halle, † 1623)
- Johannes Olearius, teologo tedesco (Halle, n. 1639 - Lipsia, † 1713)
- Johannes Quasten, teologo tedesco (Homberg, n. 1900 - Friburgo in Brisgovia, † 1987)
- Johannes Weiß, teologo, biblista e docente tedesco (Kiel, n. 1863 - Heidelberg, † 1914)
- Johannes Wolf, teologo, biblista e pastore protestante svizzero (Zurigo, n. 1521 - Zurigo, † 1572)

## Teorici della musica(3)
- Johannes de Grocheio, teorico della musica e scrittore francese
- Johannes de Muris, teorico della musica, matematico e astronomo francese (Normandia - † 1350)
- Johannes Tinctoris, teorico della musica e compositore fiammingo († 1511)

## Tipografi(3)
- Johannes Bulle, tipografo tedesco (Brema)
- Johannes Mentelin, tipografo tedesco (Schlettstadt, n. 1410 - Strasburgo, † 1478)
- Johannes Numeister, tipografo tedesco (Treysa - Lione, † 1512)

## Tiratori di fune(2)
- Johannes Hengeveld, tiratore di fune olandese (Arnhem, n. 1894 - Arnhem, † 1961)
- Johannes Schutte, tiratore di fune sudafricano

## Umanisti(6)
- Johannes Agricola, umanista e teologo tedesco (Eisleben, n. 1494 - Berlino, † 1566)
- Johannes Cuno, umanista e grecista tedesco (Norimberga - Basilea, † 1513)
- Johannes van Meurs, umanista, filologo classico e storico olandese (Loosduinen, n. 1579 - Sorø, † 1639)
- Johannes Oporinus, umanista, medico e editore svizzero (Basilea, n. 1507 - Basilea, † 1568)
- Johannes Sapidus, umanista, poeta e drammaturgo tedesco (Sélestat, n. 1490 - Strasburgo, † 1561)
- Johannes Schefferus, umanista svedese (Strasburgo, n. 1621 - Uppsala, † 1679)

## Velocisti(3)
- Hanns Braun, velocista e mezzofondista tedesco (Wernfels, n. 1886 - Croix-Fonsomme, † 1918)
- Johannes Gandil, velocista e calciatore danese (Ringe, n. 1873 - Ordrup, † 1956)
- Johannes Kaiser, velocista tedesco (Düren, n. 1936 - Zurigo, † 1996)

## Vescovi cattolici(16)
- Johannes Willem Maria Bluijssen, vescovo cattolico olandese (Nimega, n. 1926 - 's-Hertogenbosch, † 2013)
- Johannes Bonemilch, vescovo cattolico tedesco (Bad Laasphe - Erfurt, † 1510)
- Johannes Michael Buckx, vescovo cattolico olandese (Born, n. 1881 - Sittard, † 1946)
- Johannes Burckardt, vescovo cattolico tedesco (Niederhaslach - Roma, † 1506)
- Johannes Defuk, vescovo cattolico tedesco (Germania - Montefiascone, † 1113)
- Johannes Baptiste Olaf Fallize, vescovo cattolico e politico lussemburghese (Bettelange, n. 1844 - Lussemburgo, † 1933)
- Johannes Grünwalder, vescovo cattolico tedesco (Monaco di Baviera, n. 1392 - Vienna, † 1452)
- Hans van den Hende, vescovo cattolico olandese (Groninga, n. 1964)
- Johannes Joseph Koppes, vescovo cattolico lussemburghese (Lenningen, n. 1843 - Lussemburgo, † 1918)
- Johannes Wilhelmus Maria Liesen, vescovo cattolico olandese (Oosterhout, n. 1960)
- Johannes Baptist Neuhäusler, vescovo cattolico, teologo e attivista tedesco (Erdweg, n. 1888 - Monaco di Baviera, † 1973)
- João Batista Przyklenk, vescovo cattolico e missionario tedesco (Scheuerfeld, n. 1916 - Indaiatuba, † 1984)
- Johannes Hendrik Olav Smit, vescovo cattolico olandese (Deventer, n. 1883 - Roma, † 1972)
- Johannes Theodor Suhr, vescovo cattolico danese (Nyborg, n. 1896 - Aabenraa, † 1997)
- Johannes Von Euch, vescovo cattolico tedesco (Meppen, n. 1834 - Copenaghen, † 1922)
- Johannes Vonderach, vescovo cattolico svizzero (Unterschächen, n. 1916 - Altdorf, † 1994)

## Vescovi luterani(2)
- Johannes Friedrich, vescovo luterano tedesco (Bielefeld, n. 1948)
- Johannes Rudbeckius, vescovo luterano svedese (Örebro, n. 1581 - Västerås, † 1646)

## Vescovi vetero-cattolici(2)
- Johannes Hermannus Berends, vescovo vetero-cattolico olandese (Utrecht, n. 1868 - L'Aia, † 1941)
- Johannes van Stiphout, vescovo vetero-cattolico olandese († 1777)

## Zoologi(1)
- Japetus Steenstrup, zoologo danese (Vang, n. 1813 - Copenaghen, † 1897)

## Senza attività specificata(2)
- Johannes Grubenmann, carpentiere svizzero (Teufen, n. 1707 - Teufen, † 1771)
- Johannes Kleiman,  olandese (Koog aan de Zaan, n. 1895 - Amsterdam, † 1959)